# قلب‌شکن (۲۰۱۰)
قلب‌شکن (به انگلیسی: Heartbreaker) یک فیلم فرانسوی محصول ۲۰۱۰ در ژانر کمدی عاشقانه به کارگردانی پاسکال شومی و با بازی رومن دوریس، ونسا پارادی، ژولی فریه، اندرو لینکلن، ژاک فرانتس، فیلیپ لاشو و ویکتوریا سیلوستدت است. 

## بازیگران
- رومن دوریس در نقش الکس لیپی
- ونسا پارادی در نقش ژولیت
- ژولی فریه در نقش ملانی
- فرانسوا دیمین در نقش مارک
- اندرو لینکلن در نقش جاناتان
- هلنا نوردهیم در نقش سوفی
- ژان ایو لافس در نقش دوتور
- ژاک فرانتس در نقش ون‌در‌بک
- فیلیپ لاشو در نقش دوست پسر
- آدری لمی در نقش پلیس
- ویکتوریا سیلوستدت در‌ نقش بانو فراری